# Joe Jonas
Joseph Adam „Joe” Jonas (n. 15 august 1989) este un muzician, cântăreț și actor american. A debutat în 2006 alături de frații lui, Nick și Kevin, ca membrii ai formației pop rock Jonas Brothers cu albumul It's About Time. A jucat în primul film în 2008, intitulat Camp Rock, de pe coloana sonoră a căruia a lansat mai multe piese alături de ceilalți membri ai distribuției, „This Is Me” în colaborare cu Demi Lovato devenind un hit de top 10 în Billboard Hot 100.
Începând cu mai 2009, joacă în producția Disney Jonas, alături de frații lui.

## Biografie
Născut pe 15 august 1989 în Casa Grande, Arizona, fiind al doilea fiu al lui Paul, muzican, compozitor și fost pastor penticostal și Denise Jonas, cântăreață și prefesoară specială pentru surdo-muți. Strămoșii lui provin din Europa, anume Italia, Irlanda și Germania, fiind și parțial amerindian cherokee. Niciunul dintre copiii cuplului nu au urmat cursurile unei școli, mama lor fiindu-le profesoară acasă. Obținând o educație bazată pe principii religioase, toți cei patru frați sunt abstinenți, declarând că nu au băut alcool niciodată și nici nu au fumat. De asemenea, poartă inele de puritate, reprezentând faptul că refuză să aibă relații sexuale de orice fel înainte de căsătorie. Joe a afirmat că „[inelul] reprezintă o promisiune făcută nouă și lui Dumnezeu, că vom fi puri până la căsătorie.” Această decizie de a purta inele de puritate a dus la comentarii din partea comicului Russell Brand la ediția din 2008 a premiilor MTV, cu toate că vedete ca Jordin Sparks, Paris Hilton și Perez Hilton au declarat în urma incidentului că susțin ideea promovată de grupul muzical.

### Cariera muzicală

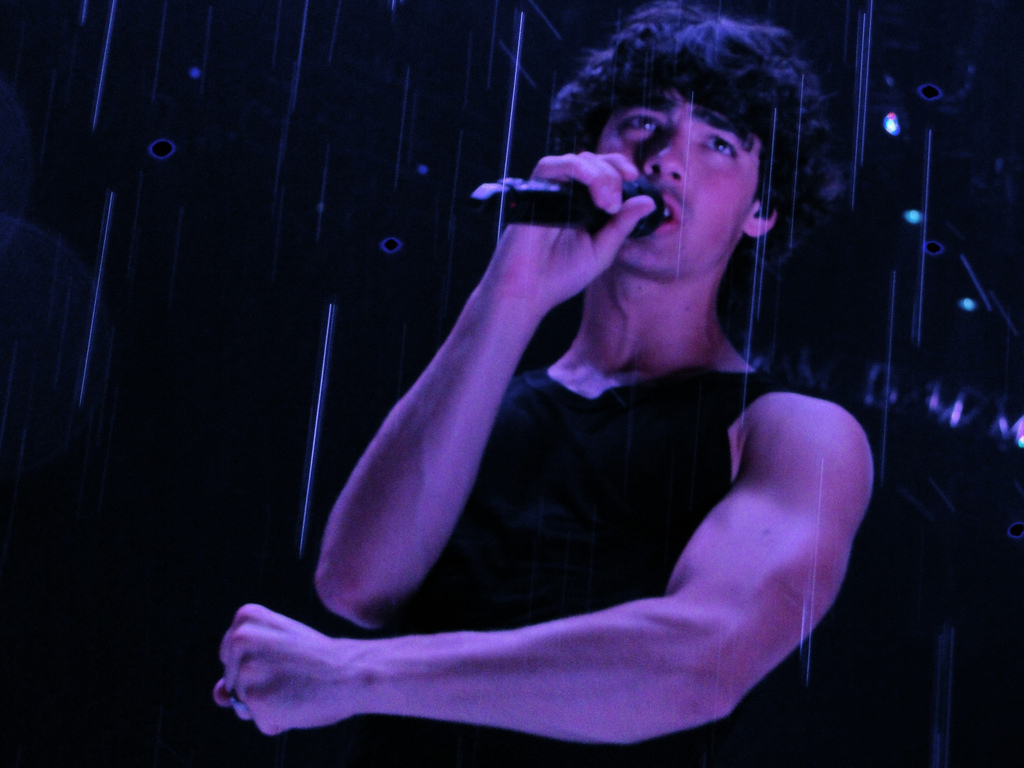
Joe Jonas în timpul turneului Jonas Brothers World Tour, 2009

### Cariera de actor
A jucat în: Jonas; Jonas L.A; Camp Rock; Camp Rock 2: The Final Jam

## Viața personală
Joe Jonas a avut o relație cu cântăreața Taylor Swift din 2008 până în toamna acelui an. S-a despărțit de Taylor pentru Camillia Belle. Relația a fost de aproape un an , fiind din Octombrie 2008 până în Iulie 2009.După despărțirea de Belle , Joe a avut o relație cu Demi Lovato , din Februarie 2010 până în Mai 2010 , când Demi a anunțat prin Twitter că s-au despărțit. Din fericire, ei au continuat relația din August până în Octombrie 2010, când din nou s-au despărțit dintr-un motiv personal.
Joe Jonas a avut o relație de aproape 3 luni cu Ashley Greene de care s-a despărțit.
Joe Jonas formează un cuplu cu actrița Sophie Turner din anul 2016, cu care s-a logodit în octombrie 2017.

## Filmografie
| Film       | Film                                           | Film                               | Film                                                                    |
| An         | Film                                           | Rol                                | Note                                                                    |
| ---------- | ---------------------------------------------- | ---------------------------------- | ----------------------------------------------------------------------- |
| 2008       | Best of Both Worlds Concert                    | El însuși                          | Concert 3D                                                              |
| 2008       | Camp Rock                                      | Shane Gray                         | Realizat pentru televiziune                                             |
| 2008       | Jonas Brothers: Living the Dream               | El însuși                          | Reality show                                                            |
| 2009       | Jonas Brothers: The 3D Concert Experience      | El însuși                          | Film 3D de concert                                                      |
| 2009       | Band in a Bus                                  | El însuși                          | Reality DVD                                                             |
| 2009       | Night at the Museum: Battle of the Smithsonian | Heruvim                            | Film                                                                    |
| 2009       | JONAS                                          | Joe Lucas                          | Serie TV                                                                |
| 2010       | Valentine's Day                                | Jake Patrick                       | Film                                                                    |
| 2010       | Camp Rock 2: The Final Jam                     | Shane Gray                         | Film                                                                    |
| Ca invitat |                                                |                                    |                                                                         |
| An         | Titlu                                          | Rol                                | Note                                                                    |
| 2007       | Hannah Montana                                 | El însuși                          | „Me and Mr. Jonas and Mr. Jonas and Mr. Jonas” (sezonul 2, episodul 16) |
| 2008       | Disney Channel Games 2008                      | El însuși                          | A treia ediție anuală                                                   |
| 2008       | Studio DC: Almost Live                         | El însuși                          | Prima emisiune                                                          |
| 2008       | Extreme Makeover: Home Edition                 | El însuși                          | „The Akers Family” (sezonul 6, episodul 2)                              |
| 2008       | Disney Channel's Totally New Year 2008         | El însuși                          | Eveniment special Disney Channel cu ocazia Anului Nou                   |
| 2009       | Saturday Night Live                            | El însuși                          | 14 februarie                                                            |
| 2010       | American Idol                                  | El însuși ca și membru al juriului | 27 ianuarie                                                             |